# Michael A. Gimbrone
Michael Anthony Gimbrone Jr. (* 16. November 1943 in Buffalo (New York)) ist ein US-amerikanischer Biologe und Mediziner, der sich mit der Biologie und Pathologie von Blutgefäßwänden befasst (Angiologie).

## Leben
Gimbrone studierte Zoologie an der Cornell University mit einem Bachelorabschluss summa cum laude 1965, und Medizin an der Harvard Medical School, wo er 1970 seinen M.-D.-Abschluss machte. Nach der klinischen Ausbildung (Internship) am Massachusetts General Hospital ging er in die Forschung ans Children´s Hospital Medical Center in Boston und danach ans National Cancer Institute in Bethesda. Danach begann er eine Facharztausbildung (Residency) als Pathologe am Bent Brigham Hospital in Boston, wo er 1976 ein Forschungslabor für vaskuläre Pathologie gründete und 1985 Professor für Pathologie wurde. Er ist Elsie T. Friedman Professor of Pathology an der Harvard Medical School und Direktor des Zentrums für vaskuläre Biologie (Center of Excellence in Vascular Biology) sowie Vorstand der Abteilung Pathologie am Brigham and Women´s Hospital in Boston.
Grimbone erforschte Erkrankungen der Blutgefäßwände wie Arteriosklerose, Thrombose und Entzündungen, wobei er Pionierarbeit in der Entwicklung von in vitro Untersuchungsmethoden leistete. Er untersuchte an seinem Labor die Wechselwirkung der Endothel-Zellen mit Botenstoffen (Zytokine) und Zellen des Immunsystems und entdeckte mit seiner Gruppe 1987 ELAM-1 Moleküle (endothelial cell adhesion molecules), die nach Anregung durch Zytokine durch die Endothelium Zellen gebildet werden und eine Rolle bei der Anlagerung von weißen Blutkörperchen (Neutrophile) an die Gefäßwand insbesondere bei Entzündungen spielen. Sie wurden auch 1989 am Labor von Gimbrone kloniert. Gimbrone entdeckte in seinem Labor weitere Adhäsionsmoleküle wie Selektine und VCAM-1, das bei der Arteriosklerose eine Rolle spielt.
Gimbrone erhielt 1993 den Basic Research Prize der American Heart Association und 1996 den Pasarow Award. 1999 erhielt er den J. Allyn Taylor International Prize in Medicine mit Judah Folkman und 2006 den König-Faisal-Preis für Medizin. 1997 wurde er Mitglied der National Academy of Sciences und 1999 der American Academy of Arts and Sciences. Er war Präsident der American Society for Investigative Pathology (FASEB), deren Lambert/Parke Davis Award in Experimental Pathology er erhielt.